# 謝佛遜·干斯爾奧
謝佛遜·馬基斯·迪·干斯爾奧，（Jefferson Marques da Conceição），1978年8月2日生于巴西米納斯吉拉斯貝洛奧里藏特职业足球运动员，现效力于中國超級足球聯賽球会長沙金德，他先前效力戈亞斯、城南一和天馬、大邱FC、國際體育會、基斯奧瑪、甘馬雷斯、迪斯普提華、高士路和保地花高。